# Taches claires de Cérès

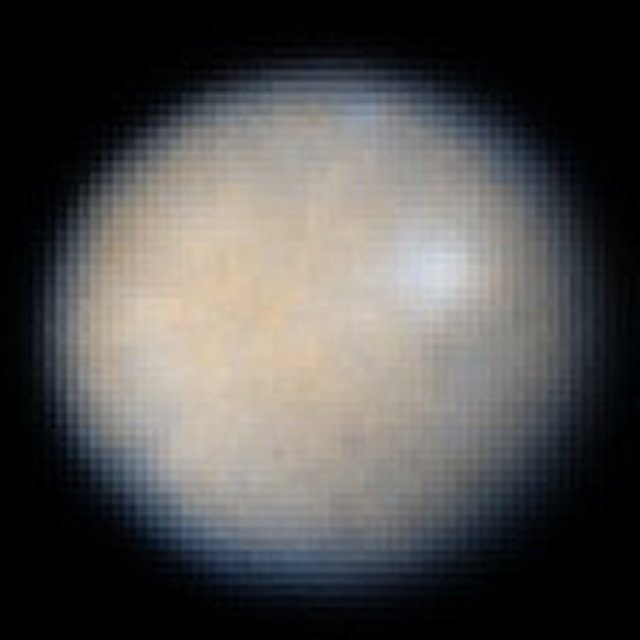
Cérès photographié en 2003 par Hubble. Une zone claire est visible en haut à droite.

Taches claires photographiées par Dawn à 13600 km le 4 mai 2015.

Des taches claires sur Cérès (ou faculae) ont été observées en 2003 par le télescope Hubble, puis, en janvier 2015 par la sonde spatiale Dawn. Elles sont présentes à plusieurs endroits où l'albédo est de 0,04, soit 4 fois plus intense que ce qui est mesuré sur le reste de l'astre. Les plus remarquables, formées il y a probablement moins de deux millions d'années, se trouvent dans le cratère Occator d'environ 80 km de diamètre. Les images les plus récentes (voir ci-contre) prises à 13 600 km de distance montrent que la tache principale est en réalité formée de plusieurs taches de tailles différentes.
Le 10 août 2020, les scientifiques travaillant sur l'analyse des résultats de la sonde américaine Dawn publient des articles dans Nature Astronomy, Nature Geoscience et Nature Communications révélant que Cérès abrite un océan souterrain de saumure. Les taches claires sont des dépôts constitués principalement de carbonate de sodium issus de ce liquide qui se déshydrate en atteignant la surface.

## Hypothèses et spéculations
Avant la déclaration de la NASA de décembre 2015, les spéculations allaient bon train : selon les uns, l'origine de ces taches pouvait être de la glace volcanique, quand d'autres pensaient à des dépôts de sels ou de métal brillant (argent ou aluminium) voire à du verre naturel.
La NASA, à la mi-mai 2015, avait même  proposé un vote en ligne sur les causes de ce phénomène. Le résultat, sans la moindre valeur scientifique, avait été le suivant : glace (28 %), volcans (11 %), geysers (7 %), dépôts de sel (10 %), rochers (6 %) ou autre (39 %).
Le 9 décembre 2015, des scientifiques de la NASA ont déclaré que ces taches blanches étaient constituées d'une variété de sel, du sulfate de magnésium nommé hexahydrite (MgSO4·6H2O), associé à de l'argile riche en ammoniac.  Des scientifiques de l'université d'État de l'Arizona ont postulé qu'elles pourraient résulter de petits jaillissements d'eau provenant de l'intérieur de Cérès, immédiatement sublimée, laissant comme trace des dépôts de sel. Il est également envisagé que ces taches ne soient pas constituées de sulfate de magnésium mais principalement de carbonate de sodium, suggérant aussi une activité hydrothermale.
Des observations menées par le télescope de 3,6 mètres de l'ESO du cratère Occator ont montré que la brillance des taches évolue en fonction de la luminosité du Soleil. Ainsi, le lever du jour s'accompagne de la formation de panaches depuis les taches, augmentant temporairement leur brillance.

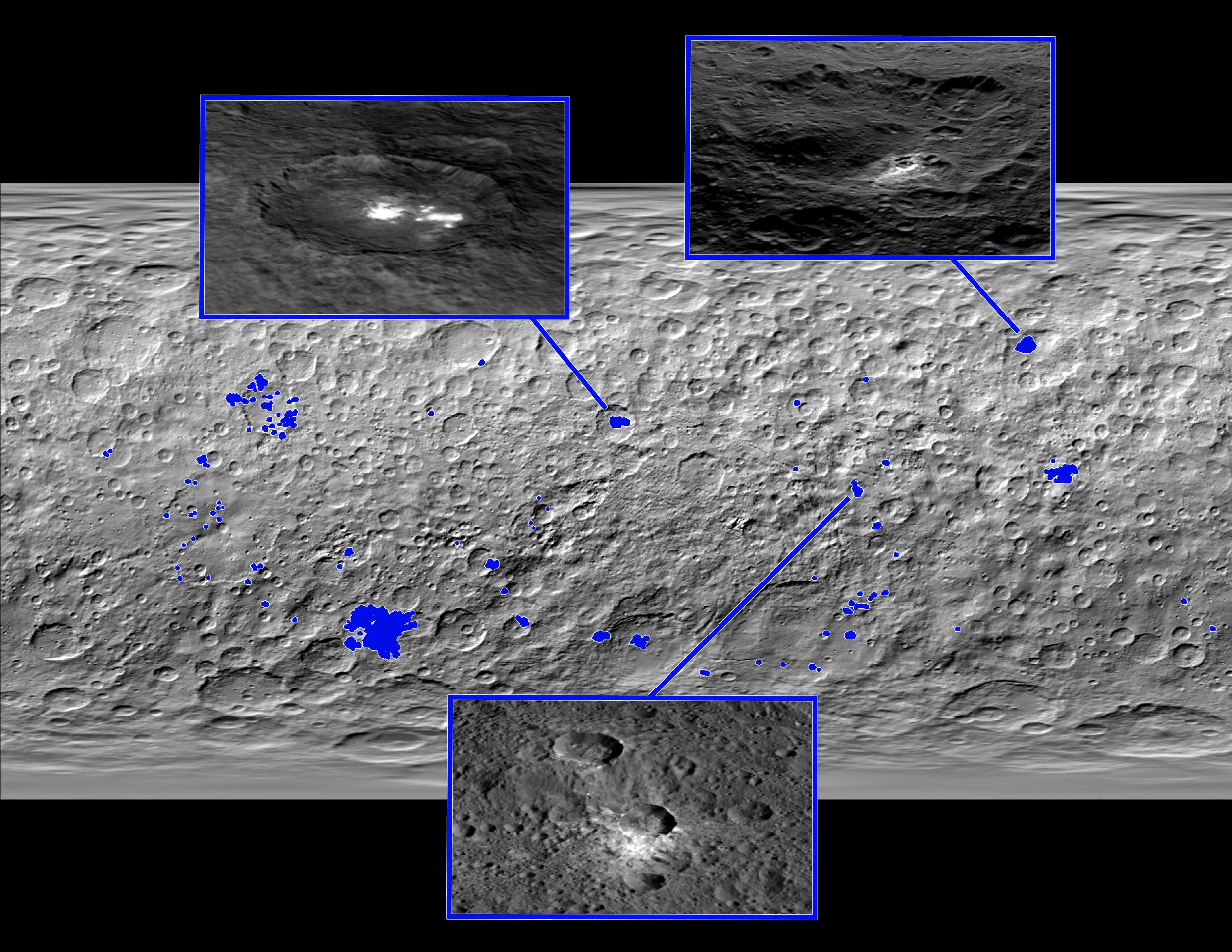
Carte des taches blanches de Céres (publiée le 10 décembre 2015).

## Cerealia Facula
Cerealia Facula est la facule centrale dans le cratère Occator. Elle est baptisée d'après les Cerealia, jeux en l'honneur de la déesse Cérès.

## Vinalia Faculae
Vinalia Faculae sont des facules situées dans le cratère Occator, à l'est de Cerealia Facula. Elles sont baptisées d'après les Vinalia, deux fêtes liées au vin.